# Jules Pargoire
Jules Pargoire, Jules Pascal Théodore Pargoire, est un religieux  Augustins de l'Assomption, historien de l'Orient gréco-slave, né à Saint-Pons-de-Mauchiens le 8 septembre 1872, et mort dans la même ville le 17 août 1907

## Biographie
À 12 ans, il est élevé comme alumnat de l'Assomption. Il vient à Constantinople à 19 ans. Connaissant le grec ancien et le grec moderne, il parcourt les remparts, les palais en ruines et les églises devenues mosquées entre deux cours. Il part ensuite à Jérusalem pour suivre le cours de théologie où il s'initie à l'archéologie et à l'épigraphie chrétienne sous la conduite de Joseph Germer-Durand.
Il revient à Constantinople en 1895 et est élevé au sacerdoce deux ans plus tard. Il est alors attaché à la mission de Kadıköy, anciennement Chalcédoine. Les directeurs de cette mission cherchant à faire développer la connaissance des églises gréco-slaves ont créé la revue Échos d'Orient à laquelle il a apporté son concours dès son début. Il y a démontré ses qualités pour résoudre des problèmes de critique littéraire et de topographie grâce à sa connaissance de l'histoire byzantine, rédigeant des comptes-rendus sur des livres nouveaux. La qualité de ses articles ont fait l'objet de critiques élogieuses de Louis Duchesne et du R. P. Chrisostomus Baur.
Il meurt le 17 août 1907, victime d'une méningite foudroyante, à Saint-Pons-de-Mauchiens.

## Publications

### Livres
- Gabriel Millet, Jules Pargoire et Louis Petit, Recueil des inscriptions chrétiennes de l'Athos, t. 1re partie, Paris, Albert Fontemoing éditeur, coll. « Bibliothèque des Écoles françaises d'Athènes et de Rome no 91 », 1904, 192 p., 11 planches, compte-rendu par Sophrone Pétridès, « Recueil des inscriptions chrétiennes du mont Athos. Première partie », Échos de l'Orient, t. 7, no 47,‎ 1904, p. 242-243 (lire en ligne)
- Jules Pargoire, « II- Mont Saint-Auxence : Étude historique et topographique », dans Vie de saint Auxence, Paris, Librairie A. Picard et fils, coll. « Bibliothèque hagiographique orientale », 1905 (lire en ligne), p. 15-129
- L'Église byzantine de 527 à 847, Paris, Librairie Victor Lecoffre, coll. « Bibliothèque de l'enseignement de l'histoire ecclésiastique », 1923, 3e éd., XXIV-413 p. (lire en ligne)

### Revues
- « Inscriptions inédites de Dorylée », Échos d'Orient, t. 1, no 3,‎ 1897, p. 82-85 (lire en ligne)
- « Inscriptions d'Héraclée du Pont », Bulletin de Correspondance Hellénique, no 22,‎ 1898, p. 492-496 (lire en ligne)
- « Environs de Chalcédoine », Échos d'Orient, t. 1, no 5,‎ 1898, p. 145-147 (lire en ligne)
- « Géographie administrative », Échos d'Orients, t. 2, no 3,‎ 1898, p. 95-103 (lire en ligne)
- « Date de la mort de saint Isaac », Échos d'Orient, t. 2, no 4,‎ 1899, p. 138-145 (lire en ligne)
- « Étienne de Byzance et le cap Acritas », Échos d'Orient, t. 2, no 5,‎ 1899, p. 206-214 (lire en ligne)
- « Un mot sur les Acémètes », Échos d'Orient, t. 2, no 6,‎ 1899, p. 304-308 (lire en ligne), no 7, p. 365-372
- « Inscriptions d'Asie-Mineure », Bulletin de Correspondance Hellénique, no 23,‎ 1899, p. 417-420 (lire en ligne)
- « Les premiers évêques de Chalcédoine », Échos d'Orient, t. 3, no 2,‎ 1899, p. 85-91 (lire en ligne), 1900, no 4, p. 204-209, t.4, no 1, p. 21-30, no 2, p. 104-113
- « Les homélies de saint Jean Chrysostome en juillet 399 », Échos d'Orient, t. 3, no 3,‎ 1900, p. 151-162 (lire en ligne)
- « Une inscription chrétienne de Sergiopolis », Échos d'Orient, t. 3, no 4,‎ 1900, p. 238-239 (lire en ligne)
- « Quel jour saint Joannice est-il mort ? », Échos d'Orient, t. 4, no 2,‎ 1900, p. 164-170 (lire en ligne)
- « À quelle date l'higoumène saint Platon est-il mort ? », Échos d'Orient, t. 4, no 3,‎ 1901, p. 164-170 (lire en ligne)
- « Saints iconophiles », Échos d'Orient, t. 4, no 6,‎ 1902, p. 347-356 (lire en ligne)
- « Notes d'épigraphie », Échos d'Orient, t. 4, no 6,‎ 1902, p. 356-359 (lire en ligne)
- « Épitaphe d'une montaniste à Dorylée », Échos d'Orient, t. 5, no 3,‎ 1902, p. 148-149 (lire en ligne)
- « Saint Euthyme et Jean de Sardes », Échos d'Orient, t. 5, no 3,‎ 1902, p. 157-161 (lire en ligne)
- « La soi-disant épitaphe de la fille de Bélisaire », Échos d'Orient, t. 5, no 5,‎ 1902, p. 302-303 (lire en ligne)
- « Les Almugavares en Orient de 1302 à 1311 », Échos d'Orient, t. 5, no 6,‎ 1902, p. 387-390 (lire en ligne)
- « Épitaphes grecques chrétiennes », Échos d'Orient, t. 6, no 38,‎ 1903, p. 60-63 (lire en ligne)
- « Saint Méthode et la persécution », Échos d'Orient, t. 6, no 40,‎ 1903, p. 183-191 (lire en ligne)
- « La Bonita de saint Théodore Studite », Échos d'Orient, t. 6, no 40,‎ 1903, p. 207-212 (lire en ligne)
- « Sainte-Bassa de Chalcédoine », Échos d'Orient, t. 6, no 42,‎ 1903, p. 315-317 (lire en ligne)
- « Missions archéologiques françaises en Orient aux XVIIe et XVIIIe siècles », Échos d'Orient, t. 6, no 43,‎ 1903, p. 339-340 (lire en ligne)
- « Lettres inédites d'Ignace de Nicée », Échos d'Orient, t. 6, no 43,‎ 1903, p. 375-378 (lire en ligne)
- « Les évêques de Skiathos et Skopelos au XVIIIe siècle », Échos d'Orient, t. 6, no 43,‎ 1903, p. 386-389 (lire en ligne)
- « Encore l'épitaphe montaniste de Dorylée », Échos d'Orient, t. 7, no 44,‎ 1904, p. 53-54 (lire en ligne)
- « Sur une liste épiscopale de Patras », Échos d'Orient, t. 7, no 45,‎ 1904, p. 103-107 (lire en ligne)
- « Nicolas Mésaritès, métropolite d'Éphèse », Échos d'Orient, t. 7, no 47,‎ 1904, p. 219-226 (lire en ligne)
- « Les LX soldats martyrs de Gaza », Échos d'Orient, t. 8, no 50,‎ 1905, p. 40-43 (lire en ligne)
- « L'Église byzantine », Échos d'Orient, t. 8, no 51,‎ 1905, p. 65-68 (lire en ligne)
- « Les porphyrogénètes Zoé et Théodora », Échos d'Orient, t. 8, no 52,‎ 1905, p. 174-175 (lire en ligne)
- « Fragment d'une épitaphe juive de Nicomédie », Échos d'Orient, t. 8, no 54,‎ 1905, p. 271-272 (lire en ligne)
- « Les métropolites d'Éphèse au XIIIe siècle », Échos d'Orient, t. 8, no 54,‎ 1905, p. 286-290 (lire en ligne), 1907, t. 10, no 62, p. 49-50
- « Léon, gouverneur du Kharsian et Vestarque », Échos d'Orient, t. 8, no 54,‎ 1905, p. 301-302 (lire en ligne)
- « Épitaphe chrétienne de Bennisoa », Échos d'Orient, t. 8, no 55,‎ 1905, p. 329-334 (lire en ligne)
- « Un prétendu document sur saint Jean Climaque », Échos d'Orient, t. 8, no 55,‎ 1905, p. 372-373 (lire en ligne)
- « Les monastères doubles chez les Byzantins », Échos d'Orient, t. 9, no 56,‎ 1906, p. 21-25 (lire en ligne)
- « Constantinople : la porte Basilikè », Échos d'Orient, t. 9, no 56,‎ 1906, p. 30-32 (lire en ligne)
- « Saint Thaddée l'Homologète », Échos d'Orient, t. 9, no 56,‎ 1906, p. 37-41 (lire en ligne)
- « Sur l'épitaphe de Domnos de Bennisoa », Échos d'Orient, t. 9, no 57,‎ 1906, p. 99 (lire en ligne)
- « Constantinople : l'église Sainte-Théodosie », Échos d'Orient, t. 9, no 58,‎ 1907, p. 161-165 (lire en ligne)
- « Épitaphes chrétiennes de Bithynie », Échos d'Orient, t. 9, no 59,‎ 1906, p. 217-219 (lire en ligne)
- « Constantinople : le couvent de l'Évergétès », Échos d'Orient, t. 9, no 59,‎ 1906, p. 228-232 (lire en ligne)
- « Saint Joseph de Thessalonique », Échos d'Orient, t. 9, no 60,‎ 1906, p. 278-282 (lire en ligne), no 61, p. 351-356
- « Constantinople : les dernières églises franques », Échos d'Orient, t. 9, no 60,‎ 1906, p. 300-308 (lire en ligne)
- « Constantinople : le monastère de l'Évergétis », Échos d'Orient, t. 9, no 61,‎ 1906, p. 366-373 (lire en ligne), 1907, no 64, p. 155-167, no 66, p. 259-263
- « Œuvres de saint Joseph de Thessalonique », Échos d'Orient, t. 10, no 65,‎ 1907, p. 207-210 (lire en ligne)
- « L'amour de la campagne à Byzance et les villas impériales », Échos d'Orient, t. 11, no 68,‎ 1908, p. 15-22 (lire en ligne)
- « Saint-Mamas, le quartier des Russes à Constantinople », Échos d'Orient, t. 11, no 71,‎ 1908, p. 203-210 (lire en ligne)
- « Mélétios Syrigos, sa vie et ses œuvres », Échos d'Orient, t. 11, no 72,‎ 1908, p. 264-280 (lire en ligne), no 73, p. 331-340, 1909, no 74, p. 17-27, no 76, p. 167-175, no 78, p. 281-286, no 79, p. 336-342
- « Constantinople : Saint-André de Crisis », Échos d'Orient, t. 13, no 81,‎ 1910, p. 84-86 (lire en ligne)
- « L'église Sainte-Euphémie et Rufinianes à Chalcédoine », Échos d'Orient, t. 14, no 87,‎ 1911, p. 107-110 (lire en ligne)